# ELO 2
ELO 2 este al doilea album al trupei Electric Light Orchestra, lansat în 1973. În SUA albumul a fost lansat sub numele de Electric Light Orchestra II iar în unele cazuri este cunoscut ca ELO II. 

## Tracklist
1. "In Old England Town (Boogie No. 2)" (6:56)
2. "Mama" (7:03)
3. "Roll Over Beethoven" (Chuck Berry, Ludwig van Beethoven) (8:10)
4. "From the Sun to the World (Boogie No. 1)" (8:20)
5. "Kuiama" (11:19)

- Toate cântecele au fost scrise de Jeff Lynne cu excepția celor notate.

## Single
- "Roll Over Beethoven" (1973)

## Componență
- Jeff Lynne - voce, chitară, Moog sintetizator
- Bev Bevan - tobe, percuție
- Richard Tandy - claviaturi, Moog sintetizator
- Mike de Albuquerque - bas, voce de fundal
- Wilfred Gibson - vioară
- Mike Edwards - violoncel
- Colin Walker  - violoncel
- Roy Wood - bas, violoncel pe piesele 1 și 4